# Samorost 2
Samorost 2 — приключенческая компьютерная игра, разработанная студией Amanita Design. Выход игры состоялся 8 декабря 2005 года для платформ Windows, OS X и Linux. Является продолжением игры Samorost.

## Игровой процесс
Геймплей похож на тот, что был в предыдущей игре. Игрок взаимодействует с миром при помощи простого point-and-click-интерфейса, направляя маленького, одетого в белое человечка в маленькой шапочке и коричневых башмаках, которого Дворски назвал просто Гном. Цель игр серии Samorost — решить серию головоломок. Головоломки последовательно связаны друг с другом, образуя тем самым приключенческую историю. В игре нет инвентаря и диалогов, а решение головоломок в основном состоит из щёлканья по элементам на экране в правильном порядке. Решение головоломки тут же переводит игрового персонажа на следующий экран.
В игре представлены сюрреалистические, органические сценарии, в которых сочетаются природные и технологические концепции (часто с использованием обработанных фотографий маленьких объектов, которые выглядят очень большими), изобретательный дизайн персонажей и уникальная музыкальная атмосфера.

## Сюжет
В начале игры инопланетяне высаживаются у дома Гнома и начинают воровать его ягоды. Им пытается помешать собака Гнома, которую они затем похищают. Гном замечает инопланетян, удаляющихся с его собакой, и пытается спасти её. Он прилетает на своём летающем корабле «Polokonzerva» на их планету. Ему удаётся проникнуть на подземную базу инопланетян и найти собаку, которую их вожак держит для развлечения. Гном спасает свою собаку, и они вместе сбегают с планеты инопланетян, но их летающий корабль терпит крушение на другой планете. Они пробираются через планету и в итоге находят перевозчика, которого убеждают отвезти их домой. В конце перевозчик сидит и любуется вместе с Гномом пламенем костра, а потом уходит, а Гном ложится у вишнёвых деревьев и засыпает.

## Разработка

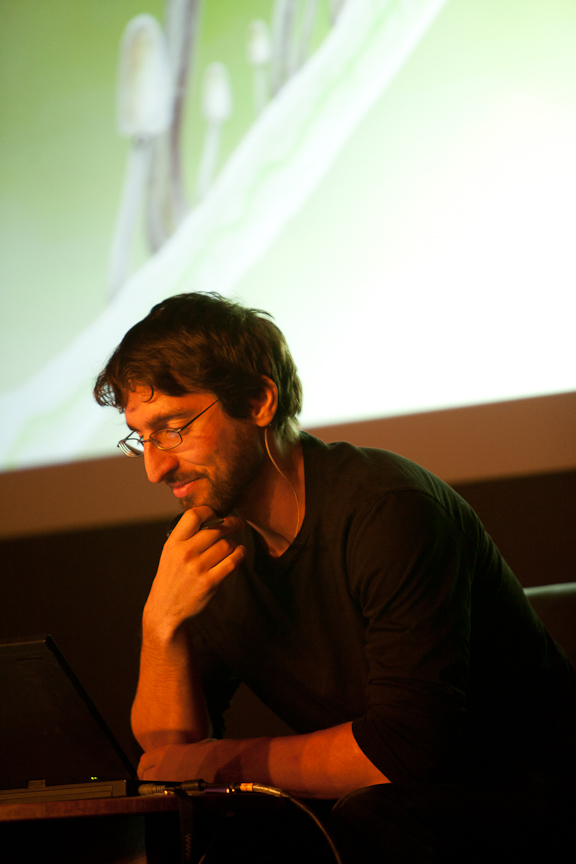
Якуб Дворски, создатель Samorost.

Вместе со своим независимым агентством по веб-дизайну и Flash, Amanita Design, Дворски создал продолжение своей игры под названием Samorost 2. В игре Samorost 2 Гном отправляется в ещё более длительное приключение затем, чтобы спасти свою похищенную собаку и благополучно вернуться с ней домой. В первую главу этой игры, состоящую из четырёх уровней, можно было сыграть онлайн бесплатно. Вторая глава игры, состоящая из трёх уровней, была доступна только в полной версии игры, которая вначале стоила 6,90 $, а потом её цена была снижена до 5 $.

### Саундтрек
Саундтрек Samorost 2 Soundtrack сочинён, написан, саранжирован и спродюсирован Томашем Дворжаком для Amanita Design. Саундтрек был выпущен 8 декабря 2005 года в цифровом формате 5 июня 2006 года на CD. Альбом состоит из 12 треков.
| №   | Название            | Длительность |
| --- | ------------------- | ------------ |
| 1.  | «Šnekoun»           | 5:14         |
| 2.  | «Samorost Intro»    | 2:39         |
| 3.  | «Samorost Outro I»  | 1:04         |
| 4.  | «Sopouch»           | 2:20         |
| 5.  | «Podzemí»           | 3:54         |
| 6.  | «Kapky»             | 2:20         |
| 7.  | «Budoar»            | 3:35         |
| 8.  | «Planina»           | 3:24         |
| 9.  | «Jezevec»           | 2:45         |
| 10. | «Lesik»             | 5:15         |
| 11. | «Tuleni»            | 6:04         |
| 12. | «Samorost Outro II» | 1:34         |

- Томаш Дворжак — композитор, автор музыки, аранжировщик и продюсер
- Якуб Дворски, Томаш Дворжак — дизайн обложки
- Якуб Дворски — графическое оформление

Саундтрек был записан, смикширован и сведён Томашем Двожраком в Mush Room Prague / Budapest. Упакован в digipak. На компакт-диске находится PC- и Mac-версия Samorost 2 от Amanita Design. Саундтрек Samorost 2 победил в категории «Оригинальный звук» на фестивале Flashforward Film Festival 2006.

## Выход
Игра Samorost 2 была выпущена в нескольких физических и цифровых форматах:
- Физические:

1. Международный релиз состоял из компакт-диска, на котором были записаны Windows- и Mac-версии игры и саундтрек (из CD-DA- и MP3-файлов). Упакован в digipak. Был выпущен 5 июня 2006 года[4].
2. Коллекционное издание (русское) состояло из компакт-диска с русской версией игры, компакт-диска с саундтреком и артбуком с разными набросками, сведениями и так далее. Упаковано в DVD-коробку. Выпущено 21 ноября 2008 года[5].

- Цифровые:

1. Amanita Design Store — состоял из Windows-, Mac- и Linux-версий игры и саундтрека в формате MP3. Был выпущен 8 декабря 2005 года[6].
2. Steam — состоял только из версии игры для Windows. Был выпущен 11 декабря 2009 года[7].
3. Mac App Store — состоял только из Mac-версии игры. Был выпущен 28 апреля 2011[8].

Игра Samorost 2 была представлена в виде релиза Humble Bundle, который проходил с 4 мая 2010 года по 11 мая 2010 года. Впоследствии этот выпуск Humble Bundle был продлён до 15-го числа и собрал 1 273 613 $. Из этой суммы покупавшие решили выделить 30,9 % на благотворительность, что составило 392,953 $, которые были отправлены Фонду электронных рубежей и благотворительной организации Child’s Play.

## Отзывы
Samorost 2 получила положительные отзывы критиков. Игру хвалили за рисовку и простой геймплей.

### Награды
Игра Samorost 2 получила несколько наград. Среди них: Webby 2007 года в категории игр; награда фестиваля Independent Games Festival 2007 года за «Лучшую браузерную игру»; награда «Лучшая работа для Web» фестиваля Seoul Net Festival 2006 года. Саундтрек игры победил в категории «Оригинальный звук» на фестивале Flashforward Film Festival 2006 года. Также игра была номинирована в трёх категориях («Лучшая игра», «Лучший новый персонаж» и «Лучшие визуальные эффекты») на церемонии награждения GameShadow Innovation in Games Awards.
В 2011 году издание Adventure Gamers присвоило игре Samorost 2 звание лучшей 54-й игры из всех.

## Продолжение
Продолжение под названием Samorost 3 было выпущено в марте 2016 года на Windows, Android и iOS.